# Кишаба (Параиба)
Кишаба (порт. Quixaba) — муниципалитет в Бразилии, входит в штат Параиба. Составная часть мезорегиона Сертан штата Параиба. Входит в экономико-статистический микрорегион Патус. Население составляет 1433 человека на 2007 год. Занимает площадь 117 км².

## Статистика
- Валовой внутренний продукт на 2004 год составляет 3 536 000,00 реалов (данные: Бразильский институт географии и статистики).
- Валовой внутренний продукт на душу населения на 2004 год составляет 3132,00 реалов (данные: Бразильский институт географии и статистики).
- Индекс развития человеческого потенциала на 2000 год составляет 0.599 (данные: Программа развития ООН).